# 工業傷亡權益會
工業傷亡權益會（英語：Association for the Rights of Industrial Accident Victims，簡稱「工權會」）由一群香港的工傷者、職業病患及工業意外遺屬所組成，是政府註冊的非牟利慈善團體，提供工傷援助熱線服務、緊急意外支援服務等，並協助因工受傷或患職業病的工人，以及工業意外死者遺屬，每年跟進個案數以千計。
工業傷亡權益會日常經費主要來自會員及社會人士的熱心捐款，部分服務計劃亦得到社會福利署、香港公益金、勞工處、職業安全健康局、肺塵埃沉着病補償基金委員會、職業性失聰補償管理局等部門和機構的資助。

## 成立背景
香港的工業早在1960年代發展起飛，在工人努力建設社會之時，亦有不少人犧牲了自己的健康甚至生命。有見法例對一眾職業傷病者及家屬的保障非常不足，一群工傷者、職業意外遺屬及職業病患者以義工形式組織起來，為工友補償不足、僱主逃避賠償、嚴重工業意外家屬頓失依靠等問題互相扶持，並肩爭取合理權益，促請政府改善職業安全。工業傷亡權益會就在1981年12月正式成立。

## 服務宗旨
- 與工傷、職業病者及意外遺屬並肩爭取權益
- 促進政府改善職業安全健康及補償政策
- 提高市民大眾職安健意識

## 外部連結
- 工業傷亡權益會 （页面存档备份，存于）
- 工業傷亡權益會 Facebook專頁